# Байдышев, Андрей Валерьевич
Андрей Валерьевич Байдышев (21 октября 1967, Красногорск, Ташкентская область, Узбекская ССР) — советский и российский футболист, вратарь.

## Карьера
Карьеру начал в узбекских клубах второй лиги «Амударья» Нукус (1984) и «Динамо» Самарканд (1986). Финалист Спартакиады народов СССР 1986 в составе сборной Узбекской ССР. С 1988 во второй команде ЦСКА, в 1989 году перешёл в «Сохибкор» Халкабад. Сезон-1990 начал в «Сахалине» Холмск, затем перешёл в читинский «Локомотив», в составе которого играл во второй низшей лиге СССР. В 1992—1993 годах играл за «Локомотив» в первой лиге первенства России, в 53 играх пропустил 50 голов, в 1992 году в матче с иркутской «Звезда-Юнис-Сиб» забил гол с пенальти.
В 2004 в чемпионате Узбекистана провёл один матч за «Трактор» Ташкент, финалист Кубка Узбекистана 2004.